# Шембек, Александр Яковлевич
Не путать с генерал-майором РИА Александром Юзефом Шембеком (1739—1806).
Александр Яковлевич Шембек (пол. Aleksander Szembek; 1752—1803) — польский и российский военачальник; генерал-лейтенант Русской Императорской армии.

## Биография
Из дворян; сын лифляндского воеводы, коронного знаменосца Польши, графа Францишка Якова Шембека и его второй жены, Анны, урожденной Потоцкой. 

Герб рода Шембек

На русскую службу А. Шембек вступил вслед за разделом Польши, ранее же служил польскому королю Станиславу-Августу. 17 ноября 1768 года он получил староство Щерцовское и считался, кроме того, наследником городка Видавы и других владений. 
25 мая 1773 года его назначили флигель-адъютантом, а через два года Шембек стал полковником коронных войск. 
14 декабря 1776 года он стал действительным полковником, командующим пешим полком Сулковского владельца и вместе с тем состоял генерал-адъютантом при короле. 
В 1780 году А. Я. Шембек вышел в отставку в чине генерал-майора, а десять лет спустя перешел на русскую службу и, в бытность генерал-майором русской армии, был шефом Новгородского мушкетерского полка Екатеринославской дивизии. 
По производстве в генерал-лейтенанты, 31 марта 1798 года, Шембек был назначен шефом Низовского мушкетерского полка, а в следующем году, 24 апреля, отставлен с правом ношения мундира и половинным жалованием. 
28 января 1801 года Александр Яковлевич Шембек снова был принят шефом Низовского мушкетерского полка, в звании которого он и умер 17 апреля 1803 года. 
От жены Марианны Тжцинской у него был сын, которым, как полагают, окончилась эта ветвь графского рода Шембеков.